# Bagheria
Bagheria là một thành phố thuộc Palermo, thủ phủ của hòn đảo Sicilia, miền nam nước Ý.
Đô thị Bagheria có diện tích 29,68 ki lô mét vuông, dân số thời điểm năm 31 tháng 5 năm 2007 là 55.945 người.
Đô thị Bagheria có các đơn vị dân cư (frazioni) sau:
Các đô thị giáp ranh: